# Người ấy là ai (mùa 5)
Mùa thứ năm của chương trình Người ấy là ai do Đài Truyền hình Thành phố Hồ Chí Minh và công ty Vie Channel phối hợp thực hiện, được phát sóng trên kênh HTV2, VTVCab 1 và ứng dụng VieON từ ngày 19 tháng 5 năm 2023 đến ngày 3 tháng 8 năm 2023.
Trong mùa này, Châu Bùi thay Minh Tú làm cố vấn cố định, trong khi Trấn Thành vẫn tiếp tục làm MC của chương trình. Luật chơi cũng có sự thay đổi, khi cố vấn có quyền bảo vệ một ứng viên mà họ cho là có khả năng độc thân cao.

## Lịch sử
Kế hoạch khởi động và casting Người ấy là ai mùa 5 đã được công bố vào ngày 16 tháng 3 năm 2023, với một phiên bản mới cùng nhiều thay đổi so với những mùa trước đây.
Việc Trấn Thành không còn tham gia Siêu tài năng nhí mùa 4 mặc dù đã gây được ấn tượng với khán giả khi làm giám khảo cố định trong ba mùa trước đã khiến cho cộng đồng mạng tranh luận. Điều này khiến khán giả tò mò xem anh có còn làm MC của mùa này hay không khi chương trình đang chuẩn bị sản xuất và lên sóng. Đại diện chương trình chia sẻ với báo Thể thao và Văn hóa rằng chương trình sẽ sớm cập nhật thông tin đến khán giả. Thông tin này gây tranh luận trở lại khi hình ảnh của một buổi ghi hình với sự xuất hiện của Châu Bùi, Ngô Kiến Huy, Bảo Thy và Tiểu Vy nhưng không có Trấn Thành được lan truyền trên mạng xã hội tối ngày 29 tháng 4 năm 2023. Mặc dù vậy, theo ghi nhận của báo Thể thao và Văn hóa, Trấn Thành vẫn có mặt tại buổi ghi hình của mùa này.
Tối ngày 12 tháng 5 năm 2023, fanpage chính thức của chương trình công bố phát sóng Người ấy là ai mùa 5 với giao diện hoàn toàn mới. Cùng với đó, Châu Bùi được xác nhận là xuất hiện trong chương trình với vai trò cố vấn cố định của chương trình. Một sự thay đổi khác của mùa này là ban cố vấn có đặc quyền bảo vệ ứng viên mà họ cho là phù hợp với nhân vật chính nhất (xem chi tiết ở phần luật chơi bên dưới). Tối ngày 16 tháng 5, chương trình xác nhận Trấn Thành vẫn làm MC của chương trình mùa này, trái ngược với tin đồn rằng anh sẽ bị thay thế.

## Phát sóng
Người ấy là ai mùa 5 lên sóng tập đầu vào ngày 19 tháng 5 với khung giờ không thay đổi so với mùa 4. Chương trình lên sóng vào 19:30 trên ứng dụng VieON và 20:00 thứ 6 hàng tuần trên các kênh HTV2 và VTVCab 1 (Vie GIẢITRÍ trước ngày 15 tháng 6 năm 2023). Riêng tập 12, chương trình được phát sóng vào 20:00 thứ 5 ngày 3 tháng 8. Các tập đã phát sóng của chương trình được công chiếu lúc 21:00 cùng ngày trên kênh YouTube chính thức của đơn vị sản xuất Vie Channel.

## Tổng quan và luật chơi
Mỗi tập phát sóng có một người chơi là nữ chính và 5 chàng trai, hoặc nam chính và 5 cô gái. Họ sẽ trải qua ba vòng chơi để lựa chọn ra một người phù hợp cho nhân vật chính của tập đó. Cụ thể:

### Vòng 1
Từng ứng viên sẽ xuất hiện và giới thiệu về bản thân mình thông qua một đoạn clip ngắn. Sau khi giới thiệu xong, ban cố vấn sẽ đưa ra những nhận định về người đó và từng cố vấn sẽ cầm lên 1 chiếc bảng màu xanh lá cây, đỏ hoặc tím để dự đoán người ấy là người độc thân, đã có chủ hoặc thuộc giới LGBT. Khán giả tại trường quay sẽ dự đoán qua một ứng dụng trên điện thoại, kết quả dự đoán sẽ được hiển thị trên màn hình theo tỷ lệ phần trăm. Cuối vòng này, nhân vật chính sẽ phải loại đi một người mà mình cho là không phù hợp nhất.
Lưu ý: Các ứng viên không được phép nói trong suốt vòng này và vòng 2, trừ khi đã bị loại.
Ban cố vấn có đặc quyền giữ một ứng viên mà họ cho là có khả năng độc thân cao, ứng viên đó sẽ ngay lập tức bước vào vòng tiếp theo mà không bị ảnh hưởng bởi quyết định của nhân vật chính. Đặc quyền này chỉ được sử dụng một lần duy nhất tại vòng này và vòng 2, và chỉ có hiệu lực khi tất cả các thành viên trong ban cố vấn đồng thuận chọn cùng một người để giữ lại.

### Vòng 2
Sẽ có một trò chơi cho bốn ứng viên còn lại thể hiện đặc điểm của bản thân mình với sự hỗ trợ từ ban cố vấn. Kết thúc vòng chơi này, ban cố vấn và khán giả sẽ dự đoán về từng nhân vật (cách thức tương tự như vòng 1). Cuối vòng này, nhân vật chính sẽ phải tiếp tục loại đi một người mà cô ta cảm thấy không phù hợp nhất với mình.

### Vòng 3
Trong vòng chơi này, mỗi ứng viên còn lại sẽ có một hashtag của riêng mình. Đối với mỗi hashtag mà mỗi nhân vật cung cấp, ban cố vấn và người chơi sẽ có một thời gian để hỏi đáp người đó theo chủ đề tương ứng với hashtag. Chỉ tại thời điểm này trong vòng chơi, mỗi người mới có thể trả lời câu hỏi mà ban cố vấn đặt ra. Kết thúc các phiên hỏi đáp với các nhân vật, ban cố vấn sẽ tư vấn cho nhân vật chính để nhân vật chính có thể lựa chọn đúng nhân vật độc thân phù hợp.

### Giai đoạn quyết định
Các ứng viên sẽ quay trở lại sân khấu và mỗi người sẽ có một thời gian ngắn để thuyết phục nhân vật chính chọn mình. Khán giả trong trường quay sẽ bình chọn trên điện thoại cho người mà mình cho rằng sẽ là người mà nhân vật chính sẽ lựa chọn; kết quả bình chọn của khán giả sẽ được hiển thị trên màn hình dưới dạng phần trăm bình chọn.
Nhiệm vụ của nhân vật chính là phải lựa chọn một ứng viên duy nhất trong số ba người trên sân khấu bằng cách trao bó hoa do chương trình cung cấp tặng cho người mà người chơi muốn lựa chọn. Đây là khoảnh khắc quan trọng nhất trong chương trình này.

### Phần lộ diện
Các ứng viên bị loại ở vòng 1, 2 hoặc sau khi người chơi đưa ra quyết định của mình trong vòng 3 sẽ xuất hiện trong phần này bằng một tiết mục đã được chuẩn bị trước. Trước khi người đó bắt đầu tiết mục của mình, ban cố vấn và người chơi sẽ dự đoán rằng người ấy độc thân, đã có chủ hoặc thuộc giới LGBT (gần giống như vòng 1). Trong quá trình thực hiện tiết mục của mình, người đó phải cho khán giả biết rằng mình đã có chủ, độc thân hoặc thuộc giới LGBT. Đèn trong sân khấu cũng sẽ thay đổi dựa trên danh tính cuối cùng của người ấy, cụ thể đèn trong sân khấu sẽ chuyển thành:
- màu xanh lá cây, nếu người ấy độc thân;
- màu đỏ, nếu người ấy đã có chủ (tức là đã có vợ/chồng/người yêu);
- màu tím, nếu người ấy thuộc giới LGBT.

### Đối tượng tham gia
- Nhân vật chính: Những người phụ nữ/chàng trai đang còn độc thân và muốn đi tìm tình yêu cho bản thân.
- Các ứng viên: Những người độc thân, đã có vợ/chồng/người yêu hoặc thuộc giới LGBT.
- Ban bình luận, cố vấn: Các nghệ sĩ và nhân vật nổi tiếng, với cố vấn xuyên suốt là MC Trấn Thành và người mẫu Châu Bùi.

Các nhân vật chính và ứng viên tham dự chương trình đã được lựa chọn từ các buổi tuyển chọn diễn ra trước khi chương trình được ghi hình.

## Các tập phát sóng
Lưu ý: Những ứng viên được in đậm là ứng viên được nhân vật chính lựa chọn.
Màu sắc và ký hiệu sử dụng trong bảng:

     Đã có chủ

     Độc thân

     LGBT
(n): Đã từng tham gia, với n là tổng số lần tham gia
| Tập | Ngày phát sóng      | Nhân vật chính | Ban cố vấn                                                 | Các ứng viên | Ghi chú | TK     |
| --- | ------------------- | -------------- | ---------------------------------------------------------- | ------------ | --- | ------ |
| 1   | 19 tháng 5 năm 2023 | Elli Gia       | Châu Bùi Tóc Tiên (3) Mai Tiến Dũng (4) Rocker Nguyễn      | Quốc Anh     | | [ 13 ] |
| 1   | 19 tháng 5 năm 2023 | Elli Gia       | Châu Bùi Tóc Tiên (3) Mai Tiến Dũng (4) Rocker Nguyễn      | Phú Nguyễn   | | [ 13 ] |
| 1   | 19 tháng 5 năm 2023 | Elli Gia       | Châu Bùi Tóc Tiên (3) Mai Tiến Dũng (4) Rocker Nguyễn      | Npak         | | [ 13 ] |
| 1   | 19 tháng 5 năm 2023 | Elli Gia       | Châu Bùi Tóc Tiên (3) Mai Tiến Dũng (4) Rocker Nguyễn      | Bai Long     | | [ 13 ] |
| 1   | 19 tháng 5 năm 2023 | Elli Gia       | Châu Bùi Tóc Tiên (3) Mai Tiến Dũng (4) Rocker Nguyễn      | Tiến Triển   | | [ 13 ] |
| 2   | 26 tháng 5 năm 2023 | Tô Sa          | Châu Bùi Minh Tú Gil Lê (5) Hà Nhi                         | Trần Duy Anh | | [ 14 ] |
| 2   | 26 tháng 5 năm 2023 | Tô Sa          | Châu Bùi Minh Tú Gil Lê (5) Hà Nhi                         | Khắc Sơn     | | [ 14 ] |
| 2   | 26 tháng 5 năm 2023 | Tô Sa          | Châu Bùi Minh Tú Gil Lê (5) Hà Nhi                         | Chí Tân      | | [ 14 ] |
| 2   | 26 tháng 5 năm 2023 | Tô Sa          | Châu Bùi Minh Tú Gil Lê (5) Hà Nhi                         | Đức Việt     | | [ 14 ] |
| 2   | 26 tháng 5 năm 2023 | Tô Sa          | Châu Bùi Minh Tú Gil Lê (5) Hà Nhi                         | Phạm Duy Anh | | [ 14 ] |
| 3   | 2 tháng 6 năm 2023  | Tina           | Châu Bùi Hoàng Oanh (4) Trọng Hiếu (3) Dương Hoàng Yến     | Hưng Nguyễn  | | [ 15 ] |
| 3   | 2 tháng 6 năm 2023  | Tina           | Châu Bùi Hoàng Oanh (4) Trọng Hiếu (3) Dương Hoàng Yến     | Hồng Quân    | | [ 15 ] |
| 3   | 2 tháng 6 năm 2023  | Tina           | Châu Bùi Hoàng Oanh (4) Trọng Hiếu (3) Dương Hoàng Yến     | Hoàng Vũ     | | [ 15 ] |
| 3   | 2 tháng 6 năm 2023  | Tina           | Châu Bùi Hoàng Oanh (4) Trọng Hiếu (3) Dương Hoàng Yến     | Ngọc Phan    | | [ 15 ] |
| 3   | 2 tháng 6 năm 2023  | Tina           | Châu Bùi Hoàng Oanh (4) Trọng Hiếu (3) Dương Hoàng Yến     | Huỳnh Đức    | | [ 15 ] |
| 4   | 9 tháng 6 năm 2023  | Quản Hân       | Châu Bùi Minh Tú (2) Song Luân (3) Võ Hạ Trâm              | Kaden Hoàng  | | [ 16 ] |
| 4   | 9 tháng 6 năm 2023  | Quản Hân       | Châu Bùi Minh Tú (2) Song Luân (3) Võ Hạ Trâm              | Đức Nguyên   | | [ 16 ] |
| 4   | 9 tháng 6 năm 2023  | Quản Hân       | Châu Bùi Minh Tú (2) Song Luân (3) Võ Hạ Trâm              | Minh Hoàng   | | [ 16 ] |
| 4   | 9 tháng 6 năm 2023  | Quản Hân       | Châu Bùi Minh Tú (2) Song Luân (3) Võ Hạ Trâm              | Trung Sơn    | | [ 16 ] |
| 4   | 9 tháng 6 năm 2023  | Quản Hân       | Châu Bùi Minh Tú (2) Song Luân (3) Võ Hạ Trâm              | Văn Vinh     | | [ 16 ] |
| 5   | 16 tháng 6 năm 2023 | Mỹm Trần       | Minh Tú (3) Quốc Khánh (2) Lynk Lee Hari Won (2)           | Đức Hiếu     | Chàng trai số 3 đã bị cắt sóng trên truyền hình. Hiện chưa rõ danh tính của nhân vật này cũng như lý do anh bị cắt sóng khỏi chương trình. | [ 17 ] |
| 5   | 16 tháng 6 năm 2023 | Mỹm Trần       | Minh Tú (3) Quốc Khánh (2) Lynk Lee Hari Won (2)           | Đức Triệu    | Chàng trai số 3 đã bị cắt sóng trên truyền hình. Hiện chưa rõ danh tính của nhân vật này cũng như lý do anh bị cắt sóng khỏi chương trình. | [ 17 ] |
| 5   | 16 tháng 6 năm 2023 | Mỹm Trần       | Minh Tú (3) Quốc Khánh (2) Lynk Lee Hari Won (2)           | ?            | Chàng trai số 3 đã bị cắt sóng trên truyền hình. Hiện chưa rõ danh tính của nhân vật này cũng như lý do anh bị cắt sóng khỏi chương trình. | [ 17 ] |
| 5   | 16 tháng 6 năm 2023 | Mỹm Trần       | Minh Tú (3) Quốc Khánh (2) Lynk Lee Hari Won (2)           | Đức Anh      | Chàng trai số 3 đã bị cắt sóng trên truyền hình. Hiện chưa rõ danh tính của nhân vật này cũng như lý do anh bị cắt sóng khỏi chương trình. | [ 17 ] |
| 5   | 16 tháng 6 năm 2023 | Mỹm Trần       | Minh Tú (3) Quốc Khánh (2) Lynk Lee Hari Won (2)           | Thoại Khương | Chàng trai số 3 đã bị cắt sóng trên truyền hình. Hiện chưa rõ danh tính của nhân vật này cũng như lý do anh bị cắt sóng khỏi chương trình. | [ 17 ] |
| 6   | 23 tháng 6 năm 2023 | Quỳnh Lương    | Châu Bùi Ngô Kiến Huy (4) Bảo Thy (3) Tiểu Vy              | Ngọc Huy     | - Vì sự cố kỹ thuật mà băng ghi hình giới thiệu ứng viên Ngọc Huy ở vòng đầu tiên không thể phát được trực tiếp trên truyền hình. Chương trình đã sử dụng góc máy khác chiếu tới màn hình (có phát băng giới thiệu đó tại trường quay) để thay thế. - Cặp đôi Quỳnh Lương - Tiến Phát là cặp đôi thứ hai tính đến thời điểm hiện tại đã xác nhận kết hôn. | [ 18 ] |
| 6   | 23 tháng 6 năm 2023 | Quỳnh Lương    | Châu Bùi Ngô Kiến Huy (4) Bảo Thy (3) Tiểu Vy              | Nhật Minh    | - Vì sự cố kỹ thuật mà băng ghi hình giới thiệu ứng viên Ngọc Huy ở vòng đầu tiên không thể phát được trực tiếp trên truyền hình. Chương trình đã sử dụng góc máy khác chiếu tới màn hình (có phát băng giới thiệu đó tại trường quay) để thay thế. - Cặp đôi Quỳnh Lương - Tiến Phát là cặp đôi thứ hai tính đến thời điểm hiện tại đã xác nhận kết hôn. | [ 18 ] |
| 6   | 23 tháng 6 năm 2023 | Quỳnh Lương    | Châu Bùi Ngô Kiến Huy (4) Bảo Thy (3) Tiểu Vy              | Tiến Phát    | - Vì sự cố kỹ thuật mà băng ghi hình giới thiệu ứng viên Ngọc Huy ở vòng đầu tiên không thể phát được trực tiếp trên truyền hình. Chương trình đã sử dụng góc máy khác chiếu tới màn hình (có phát băng giới thiệu đó tại trường quay) để thay thế. - Cặp đôi Quỳnh Lương - Tiến Phát là cặp đôi thứ hai tính đến thời điểm hiện tại đã xác nhận kết hôn. | [ 18 ] |
| 6   | 23 tháng 6 năm 2023 | Quỳnh Lương    | Châu Bùi Ngô Kiến Huy (4) Bảo Thy (3) Tiểu Vy              | Fero Huy     | - Vì sự cố kỹ thuật mà băng ghi hình giới thiệu ứng viên Ngọc Huy ở vòng đầu tiên không thể phát được trực tiếp trên truyền hình. Chương trình đã sử dụng góc máy khác chiếu tới màn hình (có phát băng giới thiệu đó tại trường quay) để thay thế. - Cặp đôi Quỳnh Lương - Tiến Phát là cặp đôi thứ hai tính đến thời điểm hiện tại đã xác nhận kết hôn. | [ 18 ] |
| 6   | 23 tháng 6 năm 2023 | Quỳnh Lương    | Châu Bùi Ngô Kiến Huy (4) Bảo Thy (3) Tiểu Vy              | Louis Nguyễn | - Vì sự cố kỹ thuật mà băng ghi hình giới thiệu ứng viên Ngọc Huy ở vòng đầu tiên không thể phát được trực tiếp trên truyền hình. Chương trình đã sử dụng góc máy khác chiếu tới màn hình (có phát băng giới thiệu đó tại trường quay) để thay thế. - Cặp đôi Quỳnh Lương - Tiến Phát là cặp đôi thứ hai tính đến thời điểm hiện tại đã xác nhận kết hôn. | [ 18 ] |
| 7   | 30 tháng 6 năm 2023 | Quỳnh Anh      | Minh Tú (4) Bright Norraphat Thảo Nhi Lê Rocker Nguyễn (2) | Xuân Nhã     | | [ 19 ] |
| 7   | 30 tháng 6 năm 2023 | Quỳnh Anh      | Minh Tú (4) Bright Norraphat Thảo Nhi Lê Rocker Nguyễn (2) | Duy Trần     | | [ 19 ] |
| 7   | 30 tháng 6 năm 2023 | Quỳnh Anh      | Minh Tú (4) Bright Norraphat Thảo Nhi Lê Rocker Nguyễn (2) | Trinh Đông   | | [ 19 ] |
| 7   | 30 tháng 6 năm 2023 | Quỳnh Anh      | Minh Tú (4) Bright Norraphat Thảo Nhi Lê Rocker Nguyễn (2) | Thái Nguyễn  | | [ 19 ] |
| 7   | 30 tháng 6 năm 2023 | Quỳnh Anh      | Minh Tú (4) Bright Norraphat Thảo Nhi Lê Rocker Nguyễn (2) | Quang Trần   | | [ 19 ] |
| 8   | 7 tháng 7 năm 2023  | Thiên Trang    | Minh Tú (5) Quân A.P Phương Mỹ Chi S.T Sơn Thạch (2)       | Xuân Thắng   | | [ 20 ] |
| 8   | 7 tháng 7 năm 2023  | Thiên Trang    | Minh Tú (5) Quân A.P Phương Mỹ Chi S.T Sơn Thạch (2)       | Tommy Nguyễn | | [ 20 ] |
| 8   | 7 tháng 7 năm 2023  | Thiên Trang    | Minh Tú (5) Quân A.P Phương Mỹ Chi S.T Sơn Thạch (2)       | Duy Nguyễn   | | [ 20 ] |
| 8   | 7 tháng 7 năm 2023  | Thiên Trang    | Minh Tú (5) Quân A.P Phương Mỹ Chi S.T Sơn Thạch (2)       | Phương Vũ    | | [ 20 ] |
| 8   | 7 tháng 7 năm 2023  | Thiên Trang    | Minh Tú (5) Quân A.P Phương Mỹ Chi S.T Sơn Thạch (2)       | Thành Ngọc   | | [ 20 ] |
| 9   | 14 tháng 7 năm 2023 | Mỹ Tuyết       | Châu Bùi Võ Tấn Phát (2) Khả Như (4) Anh Tú The Voice      | Jimmy Trương | | [ 21 ] |
| 9   | 14 tháng 7 năm 2023 | Mỹ Tuyết       | Châu Bùi Võ Tấn Phát (2) Khả Như (4) Anh Tú The Voice      | Thanh Trần   | | [ 21 ] |
| 9   | 14 tháng 7 năm 2023 | Mỹ Tuyết       | Châu Bùi Võ Tấn Phát (2) Khả Như (4) Anh Tú The Voice      | Nhật Nam     | | [ 21 ] |
| 9   | 14 tháng 7 năm 2023 | Mỹ Tuyết       | Châu Bùi Võ Tấn Phát (2) Khả Như (4) Anh Tú The Voice      | Hoàng Anh    | | [ 21 ] |
| 9   | 14 tháng 7 năm 2023 | Mỹ Tuyết       | Châu Bùi Võ Tấn Phát (2) Khả Như (4) Anh Tú The Voice      | Somath       | | [ 21 ] |
| 10  | 21 tháng 7 năm 2023 | Hương Mai      | Minh Tú (6) Trung Quân (2) Phạm Quỳnh Anh Hứa Kim Tuyền    | Đức Anh      | Tập này có tới 3 trên 5 chàng trai lộ diện với thân phận LGBT, điều này khiến cho nhiều khán giả bức xúc trên mạng xã hội khi chương trình đưa cho nữ chính quá ít lựa chọn phù hợp. | [ 22 ] |
| 10  | 21 tháng 7 năm 2023 | Hương Mai      | Minh Tú (6) Trung Quân (2) Phạm Quỳnh Anh Hứa Kim Tuyền    | Kendy Nguyễn | Tập này có tới 3 trên 5 chàng trai lộ diện với thân phận LGBT, điều này khiến cho nhiều khán giả bức xúc trên mạng xã hội khi chương trình đưa cho nữ chính quá ít lựa chọn phù hợp. | [ 22 ] |
| 10  | 21 tháng 7 năm 2023 | Hương Mai      | Minh Tú (6) Trung Quân (2) Phạm Quỳnh Anh Hứa Kim Tuyền    | Việt Tuấn    | Tập này có tới 3 trên 5 chàng trai lộ diện với thân phận LGBT, điều này khiến cho nhiều khán giả bức xúc trên mạng xã hội khi chương trình đưa cho nữ chính quá ít lựa chọn phù hợp. | [ 22 ] |
| 10  | 21 tháng 7 năm 2023 | Hương Mai      | Minh Tú (6) Trung Quân (2) Phạm Quỳnh Anh Hứa Kim Tuyền    | Việt Trần    | Tập này có tới 3 trên 5 chàng trai lộ diện với thân phận LGBT, điều này khiến cho nhiều khán giả bức xúc trên mạng xã hội khi chương trình đưa cho nữ chính quá ít lựa chọn phù hợp. | [ 22 ] |
| 10  | 21 tháng 7 năm 2023 | Hương Mai      | Minh Tú (6) Trung Quân (2) Phạm Quỳnh Anh Hứa Kim Tuyền    | Vũ Nam       | Tập này có tới 3 trên 5 chàng trai lộ diện với thân phận LGBT, điều này khiến cho nhiều khán giả bức xúc trên mạng xã hội khi chương trình đưa cho nữ chính quá ít lựa chọn phù hợp. | [ 22 ] |
| 11  | 28 tháng 7 năm 2023 | Trang Thị      | Minh Tú (7) Bright Norraphat (2) Tiểu Vy (2) Lê Xuân Tiền  | Hữu Đạt      | | [ 23 ] |
| 11  | 28 tháng 7 năm 2023 | Trang Thị      | Minh Tú (7) Bright Norraphat (2) Tiểu Vy (2) Lê Xuân Tiền  | Liên Khoa    | | [ 23 ] |
| 11  | 28 tháng 7 năm 2023 | Trang Thị      | Minh Tú (7) Bright Norraphat (2) Tiểu Vy (2) Lê Xuân Tiền  | Lee Won      | | [ 23 ] |
| 11  | 28 tháng 7 năm 2023 | Trang Thị      | Minh Tú (7) Bright Norraphat (2) Tiểu Vy (2) Lê Xuân Tiền  | Trần Cường   | | [ 23 ] |
| 11  | 28 tháng 7 năm 2023 | Trang Thị      | Minh Tú (7) Bright Norraphat (2) Tiểu Vy (2) Lê Xuân Tiền  | Huy Nguyễn   | | [ 23 ] |
| 12  | 3 tháng 8 năm 2023  | Vũ Thảo My     | Minh Tú (8) Phương Ly Lâm Bảo Châu Lệ Quyên (2)            | Tim Nguyễn   | - Lâm Bảo Châu là người chơi đầu tiên của Người ấy là ai quay trở lại chương trình trong vai trò cố vấn. - Mặc dù không lựa chọn đúng chàng trai độc thân nhưng Vũ Thảo My vẫn may mắn khi Minh Tiến quay trở lại sân khấu. | [ 24 ] |
| 12  | 3 tháng 8 năm 2023  | Vũ Thảo My     | Minh Tú (8) Phương Ly Lâm Bảo Châu Lệ Quyên (2)            | Hiếu Vũ      | - Lâm Bảo Châu là người chơi đầu tiên của Người ấy là ai quay trở lại chương trình trong vai trò cố vấn. - Mặc dù không lựa chọn đúng chàng trai độc thân nhưng Vũ Thảo My vẫn may mắn khi Minh Tiến quay trở lại sân khấu. | [ 24 ] |
| 12  | 3 tháng 8 năm 2023  | Vũ Thảo My     | Minh Tú (8) Phương Ly Lâm Bảo Châu Lệ Quyên (2)            | Trần Trọng   | - Lâm Bảo Châu là người chơi đầu tiên của Người ấy là ai quay trở lại chương trình trong vai trò cố vấn. - Mặc dù không lựa chọn đúng chàng trai độc thân nhưng Vũ Thảo My vẫn may mắn khi Minh Tiến quay trở lại sân khấu. | [ 24 ] |
| 12  | 3 tháng 8 năm 2023  | Vũ Thảo My     | Minh Tú (8) Phương Ly Lâm Bảo Châu Lệ Quyên (2)            | Minh Tiến    | - Lâm Bảo Châu là người chơi đầu tiên của Người ấy là ai quay trở lại chương trình trong vai trò cố vấn. - Mặc dù không lựa chọn đúng chàng trai độc thân nhưng Vũ Thảo My vẫn may mắn khi Minh Tiến quay trở lại sân khấu. | [ 24 ] |
| 12  | 3 tháng 8 năm 2023  | Vũ Thảo My     | Minh Tú (8) Phương Ly Lâm Bảo Châu Lệ Quyên (2)            | Hayden Phạm  | - Lâm Bảo Châu là người chơi đầu tiên của Người ấy là ai quay trở lại chương trình trong vai trò cố vấn. - Mặc dù không lựa chọn đúng chàng trai độc thân nhưng Vũ Thảo My vẫn may mắn khi Minh Tiến quay trở lại sân khấu. | [ 24 ] |

## Đón nhận
Ngay từ tập đầu tiên với màn kết đôi thành công của Elli Gia và Bai Long, chương trình nhanh chóng lên vị trí Top 1 thịnh hành trên YouTube, chứng tỏ sức hút vẫn chưa hề giảm mặc dù chương trình đã phát sóng đến mùa thứ 5. Sự thu hút của tập 1 với khán giả, theo báo Thanh Niên, là đến từ các cố vấn "đầy tính giải trí", cùng với đó là những cú twist đến từ phần lộ diện của các ứng viên, cũng như sự vui mừng của khán giả khi có cặp kết đôi thành công ngay từ tập đầu tiên của mùa thứ 5.

## Tranh cãi

### Trước khi phát sóng
Việc Châu Bùi là cố vấn cố định của mùa 5 đã gây ra tranh cãi đối với khán giả. Trong khi nhiều ý kiến cho rằng cô sẽ là làn gió mới khi ngồi ghế cố vấn, thì không ít khán giả thất vọng vì hoa hậu Hương Giang - người đã gắn bó với chương trình trong ba mùa đầu tiên - không quay trở lại chương trình.
Sau khi công bố Trấn Thành vẫn tiếp tục làm MC của chương trình, khán giả tiếp tục tranh luận trên fanpage chính thức của chương trình. Bên cạnh những ý kiến hài lòng về sự trở lại của anh, nhiều khán giả không hài lòng vì những phát ngôn gây ồn ào của anh trong thời gian qua. Một thống kê trên báo Dân Việt cho thấy Trấn Thành quyết định 50% sự thành công của chương trình. Bởi vậy, nhiều khán giả nghi ngại rằng nếu Trấn Thành rời chương trình thì chất lượng của chương trình sẽ giảm sút. Trong một cuộc trao đổi với báo điện tử VTC News, chuyên gia truyền thông Nguyễn Ngọc Long nhận định Trấn Thành chưa bị tẩy chay, nhưng việc "nhận lời dẫn những chương trình này vào thời điểm ồn ào này thì Trấn Thành khá mạo hiểm".

### Trong chương trình

#### Tranh cãi về phát ngôn của Trấn Thành
Ngay trong tập đầu tiên của chương trình, Trấn Thành gây tranh cãi vì phát ngôn của mình. Cụ thể, khi giao lưu với ứng viên NPAK - một người chuyển giới từ nữ sang nam, Trấn Thành cũng đã giới thiệu về một nhân vật khác cũng là người chuyển giới - Nguyễn Hồ. Về nhân vật này, anh cho biết: "Để có thể trở thành nam, Nguyễn Hồ phải nhiều lần vỡ mạch máu, chích hormon nam [...]". Trên TikTok, bác sĩ Nguyễn Khoa Bình nhận xét: "Khi nghe những thông tin này, tôi cũng giật mình vì nếu đưa testosterone trực tiếp vào mạch máu thì người ta có thể "đăng xuất" tức khắc. Thực tế, chỉ có thể chích testosterone qua cơ chứ không thể là mạch máu như thông tin của chương trình đưa ra. Lỗi ở đây có thể do người làm thông tin của chương trình chưa tìm hiểu kỹ dẫn đến nhầm lẫn". Điều này khiến Trấn Thành bị khán giả chỉ trích, mặc dù theo báo Người lao động, đây không phải là lỗi của anh, mà là lỗi biên tập của chương trình.
Tối 23 tháng 5 năm 2023, chương trình lên tiếng xin lỗi khán giả và NPAK. Họ cho biết, do sơ suất trong khâu biên tập mà chi tiết NPAK nói về nguồn gốc vết sẹo trên cánh tay chưa được chương trình truyền tải theo đúng nội dung mà anh chia sẻ. Theo ghi nhận của Zing, sau khi xin lỗi khán giả, phần phụ đề và lời nói gây tranh cãi của Trấn Thành cũng được chương trình xử lí và cắt bỏ ở tập 1 của chương trình trên các trang mạng xã hội chính thức của nhà sản xuất và chương trình. Còn với riêng Trấn Thành, anh không phản hồi về sai sót này của mình. Đài Tiếng nói Nhân dân Thành phố Hồ Chí Minh cho rằng mặc dù việc chương trình sai kiến thức là một sai lầm của chương trình không thể phủ nhận, nhưng hành động nhanh chóng của nhà sản xuất cho thấy trách nhiệm và thiện chí cải thiện chất lượng chương trình của họ.

#### Liên quan tới các nhân vật tham gia
Sau khi tập 6 lên sóng, mạng xã hội lan truyền thông tin tiêu cực về Tiến Phát liên quan đến việc anh có quá khứ ăn chơi, tệ bạc với vợ cũ. Trước sự quan tâm của khán giả, Quỳnh Lương cho rằng ai cũng có quá khứ, nhưng nếu cứ chấp niệm quá khứ để đánh giá con người và từ chối cơ hội thì có nghĩa là đang vứt bỏ cơ hội đi tìm hạnh phúc của chính mình. Trong khi đó, bản thân Tiến Phát thừa nhận sai lầm của anh trong quá khứ và không chối bỏ những gì đã qua, đồng thời không muốn đề cập đến chuyện cũ để không ảnh hưởng đến những người trong cuộc.

#### Liên quan tới cố vấn Phương Mỹ Chi
Tập 8 của chương trình có sự xuất hiện của Phương Mỹ Chi trong vai trò cố vấn. Ngay khi teaser của tập phát sóng được công bố, sự xuất hiện này của cô đã vấp phải những ý kiến trái chiều. Nhiều người cho rằng cô mới chỉ 20 tuổi nên chưa có đủ kinh nghiệm về tình yêu để tư vấn cho nữ chính và bởi vậy họ cho rằng cô ngồi vị trí này là "không phù hợp". Trong khi đó, một số khán giả cho rằng góc nhìn của những người trẻ cũng là yếu tố cần thiết trong chương trình và khẳng định "người ngoài cuộc sáng suốt hơn".
Bài viết trên báo Dân Việt cho rằng sự xuất hiện của cô là một sự "chín ép", mà người xem khó có thể chấp nhận. Bài viết cho rằng Phương Mỹ Chi mới bước sang tuổi 20, và cô quá trẻ để nhận định và đưa ra lời khuyên cho nữ chính; bởi vậy sự góp mặt này có thể chỉ đáp ứng sự tò mò của khán giả về việc cô đã từng trải trong chuyện tình cảm hay không. Trao đổi với Người đưa tin, Phương Mỹ Chi nói rằng cô sẽ im lặng ở thời điểm hiện tại vì không muốn câu chuyện thêm ồn ào và bị đẩy đi xa, và "khi nào cần lên tiếng tôi sẽ lên tiếng".
Sau khi tập 8 được lên sóng, nhiều khán giả bênh vực và nhận xét rằng cô không hề "lạc quẻ" khi tham gia chương trình vì những lời khuyên ý nghĩa của cô dành cho nữ chính.
Chia sẻ với phóng viên báo Dân trí, chuyên gia truyền thông Nguyễn Ngọc Long cho rằng nhiều khán giả vẫn coi Phương Mỹ Chi là một ca sĩ nhí mà quên đi việc cô đã bước sang tuổi 20 - tuổi mà nhiều người đã có kinh nghiệm về tình yêu, và cho biết việc nhiều khán giả nói nhà sản xuất coi thường khán giả khi mời cô vào chương trình là "không thỏa đáng". Ông khẳng định rằng khán giả cần một "cú đấm" để thay đổi suy nghĩ về Phương Mỹ Chi - một người rất khôn ngoan, táo bạo khi nhận lời mời tham gia một chương trình như Người ấy là ai để tạo nên một hình ảnh mới với khán giả.